# Hans-Joachim Weirather

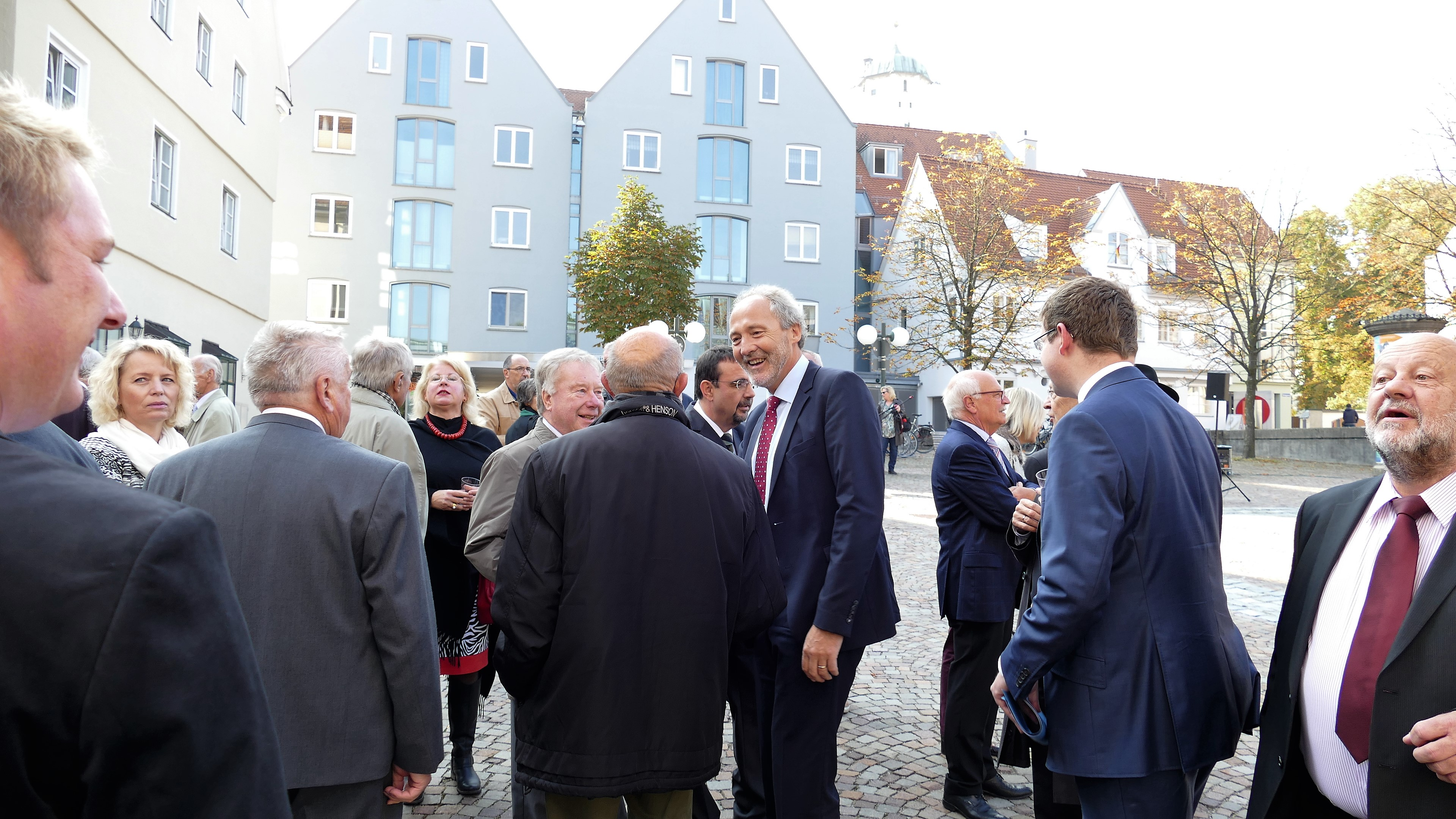
Landrat Hans-Joachim Weirather

Hans-Joachim Weirather (* 18. Februar 1959 in Memmingen) ist ein deutscher Politiker. Er ist Mitglied der Freien Wähler und war von 2006 bis 2020 Landrat des Landkreises Unterallgäu.

## Leben
Hans-Joachim Weirather ist im oberschwäbischen Fellheim aufgewachsen. Sein Vater Hans war Bauingenieur und Mutter Antonia kam aus einer Landwirtschaft. Er hat noch zwei weitere Geschwister. In seiner Gemeinde Fellheim ist er u. a. Mitglied im Förderkreis Synagoge Fellheim. Weirather ist verheiratet, hat drei Kinder und wohnt in Fellheim. Seine Hobbys sind Radfahren, Wandern, Joggen, Langlaufen und Skifahren. Seit 2012 ist er Präsident des Fischereiverbands Schwaben e.V.

### Ausbildung und Beruf
In Fellheim besuchte er ab 1965 die Volksschule. 1979 machte er das Abitur am Bernhard-Strigel-Gymnasium in Memmingen. Von 1979 bis 1980 leistete er den Wehrdienst. Zur allgemeinen Grundausbildung war er in Landshut und später beim Gebirgssanitätsbataillon 8 in Kempten (Allgäu).
Von 1980 bis 1986 studierte er Bauingenieurwesen an der Technischen Universität München. Danach war er Bauleiter bei der Firma Josef Hebel in Memmingen. 1989 machte er eine zweijährige Ausbildung zum Regierungsbaumeister. Danach wechselte er an das Wasserwirtschaftsamt in Kempten und von dort zum Wasserwirtschaftsamt Krumbach, wo er in Neu-Ulm Leiter der Gebietsabteilung war. Von 1992 bis 1996 hatte Weirather einen Lehrauftrag an der Hochschule in Augsburg im Fach Bauingenieurwesen.
1993 wurde er an das Wasserwirtschaftsamt Krumbach versetzt, dort war er Leiter der Gebietsabteilung für den Landkreis Neu-Ulm.
Im Oktober 1994 wurde er Bauoberrat.
Im Dezember 1994 wurde Weirather an das damalige Bayerische Staatsministerium für Landesentwicklung und Umweltfragen (StMLU); Abteilung Wasserwirtschaft, versetzt. Seine Schwerpunktaufgaben: Verwaltungsreform, Organisationsentwicklung, Einführung neuer Steuerungsmodelle in der Bayer. Wasserwirtschaftsverwaltung, Controlling, Kosten- und Leistungsrechnung.
Im Juli 2001 wurde er Baudirektor.
Von November 2001 bis August 2002 erfolgte die Abordnung an die Bayerische Staatskanzlei, um am Lehrgang für Verwaltungsführung teilzunehmen. Dieses neunmonatige Vollzeitseminar dürfen nur ausgewählte, angehende Führungskräfte aus allen Staatsministerien im Freistaat besuchen.

### Wasserwirtschaftsamt Kempten
Im Dezember 2002 wurde Weirather Leiter des Wasserwirtschaftsamtes Kempten mit circa 180 Mitarbeiterinnen und Mitarbeitern. Hier setzte er Infrastrukturprojekte unter anderem im Hochwasserschutz um.
2004 wurde er leitender Baudirektor, bevor er 2006 zum Landrat des Landkreises Unterallgäu gewählt wurde. Im Bezirkstag von Schwaben ist er Mitglied des Jugendausschusses.

### Landrat Landkreis Unterallgäu
Von 2006 bis 2020 war Hans-Joachim Weirather Landrat des Landkreises Unterallgäu. In seiner Amtszeit wurde ein Klimaschutzkonzept erstellt, um eine langfristige, zielgerichtete Energie- und Klimaschutzpolitik umzusetzen. Außerdem bemühte sich der Landkreis Unterallgäu gemeinsam mit den betroffenen Gemeinden um einen umfassenden Hochwasserschutz, vor allem im Günztal. Über 25 Millionen Euro gab der Landkreis Unterallgäu in der Amtszeit Weirathers für den Aus- und Umbau von Kreisstraßen aus und investierte in den öffentlichen Personennahverkehr und in den Ausbau der Rad- und Wanderregion Unterallgäu. Einen Meilenstein hat Weirather außerdem für die Bildung gesetzt: Rund 60 Millionen Euro wurden in seiner Amtszeit in die Generalsanierung weiterführender Schulen investiert. Außerdem entstand unter ihm ein umfassendes Seniorenkonzept. 
Mit den Kliniken Mindelheim und Ottobeuren verfügte der Landkreis in der Amtszeit Weirathers bereits über Einrichtungen, die eine medizinische Spitzenposition in der Region einnahmen. Durch eine Kooperation mit dem Klinikum Memmingen sollte die flächendeckende medizinische Versorgung im Unterallgäu sowie in Memmingen gesichert werden.
2009 entließ der Verwaltungsrat der Kliniken Unterallgäu unter dem Vorsitz Weirathers den damaligen Klinikvorstand und einen Chefarzt. Die rechtliche Auseinandersetzung endete mit einem Vergleich. Die Entlassungen führten damals zu Diskussionen in der Bevölkerung und in den Medien. Des Weiteren beschloss der Verwaltungsrat die Schließung des medizinischen Versorgungszentrums in Babenhausen. In der Kreisstadt Mindelheim konnte es dagegen geöffnet bleiben.
Um die medizinische Versorgung zu verbessern und die Krankenhauslandschaft in der Region zu stärken, brachte Hans-Joachim Weirather die Fusion der Kreiskliniken Unterallgäu mit dem Klinikverbund Kempten-Oberallgäu im Jahr 2019 mit auf den Weg. Unter ihm als Landrat und Verwaltungsratsvorsitzendem der Unterallgäuer Kreiskliniken sowie gemeinsam mit dem damaligen Aufsichtsratsvorsitzenden des Klinikverbunds Kempten-Oberallgäu, Gebhard Kaiser, wurde der Zusammenschluss in einer Rekordzeit von weniger als einem Jahr realisiert: Am 1. November 2019 fusionierten die Kliniken zum Klinikverbund Allgäu gGmbH. In der konstituierenden Sitzung wählte der neue Aufsichtsrat Hans-Joachim Weirather zum neuen Aufsichtsratsvorsitzenden. Im Juli 2020 trat er dieses Amt an.
Zum Klinikverbund Allgäu gehören die Kliniken in Kempten, Mindelheim, Immenstadt, Ottobeuren, Sonthofen und Oberstdorf. Durch den Zusammenschluss dieser Häuser entstand der größte Klinikverbund in kommunaler Trägerschaft in Schwaben. Der Klinikverbund gehört zu den größten Arbeitgebern im Allgäu. Er bietet Patienten in der Region eine umfassende, stationäre und ambulante Versorgung in nahezu alle medizinischen Fachgebieten an. 
Die Freien Wähler Unterallgäu nominierten am 26. Januar 2012 Weirather als Kandidaten für die Landratswahl am 22. April 2012. Am 22. April 2012 wurde er im Amt bestätigt. Bei der Landratswahl 2020 kandidierte er nicht mehr; sein Nachfolger ab 1. Mai 2020 ist seit Alex Eder.